# Ritratto d'uomo con medaglia di Cosimo il Vecchio
Il Ritratto d'uomo con medaglia di Cosimo il Vecchio è un dipinto a tempera su tavola con calco in stucco dorato sulla medaglia (57,5x44 cm) di Sandro Botticelli, databile al 1475 circa e conservato nella Galleria degli Uffizi di Firenze.

## Storia
L'opera, che a seconda delle identificazioni del personaggio gli studiosi fanno oscillare la data tra il 1470 e il 1477, arrivò agli Uffizi nel 1666 dalle raccolte del cardinale Carlo de' Medici. Gli inventari più antichi delle Gallerie fiorentine citano l'opera di anonimo e in quello del 1825 è assegnato a Filippino Lippi. Morelli fu il primo ad attribuirlo a Botticelli, seguito poi da tutta la critica con l'eccezione di Bode (1904), che non lo riteneva di qualità sufficientemente elevata.
Il personaggio ritratto è ignoto e nel tempo sono state fatte numerose ipotesi: da Pico della Mirandola (inventario del 1704) a Piero il Gottoso (inventario del 1825), Piero il Fatuo (Müntz), Giovanni di Cosimo de' Medici (Horne) o il suo presunto figlio illegittimo Bertoldo di Giovanni. Col tempo si è fatta strada l'ipotesi che si tratti del ritratto dell'autore della medaglia (Burkhardt, Friedlaender, J. de Foville, Mandel), facendo venire fuori i nomi di Niccolò Fiorentino, Cristoforo di Geremia e, forse ancora più plausibile, Antonio Filipepi, fratello del pittore nonché orafo e medaglista dei Medici, citato per l'appunto in alcuni documenti dell'archivio mediceo per la doratura di alcune medaglie. Quest'ultima identificazione si baserebbe su una contiguità stilistica rispetto all’autoritratto di Botticelli nell'Adorazione dei Magi.

## Descrizione e stile

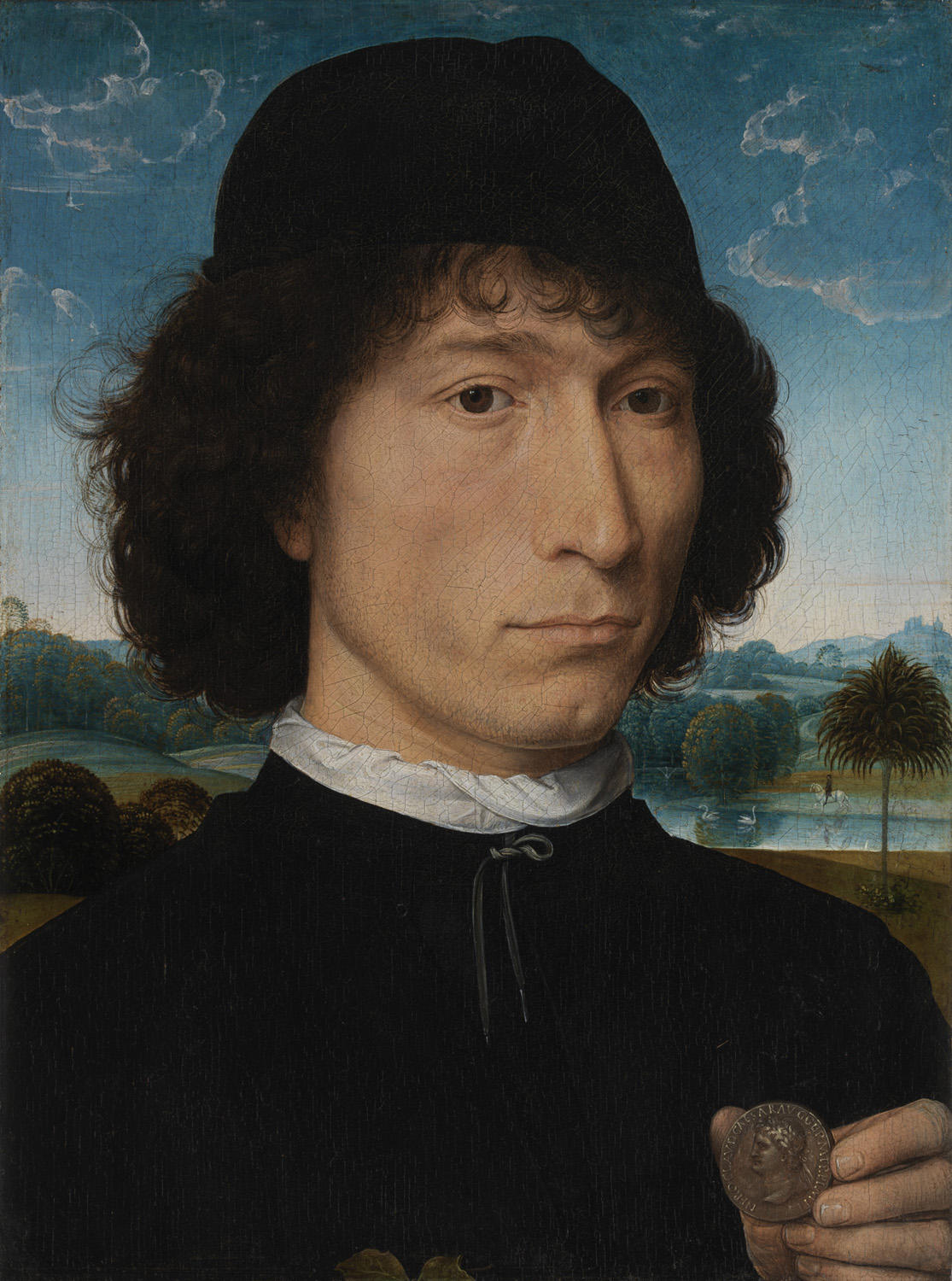
Hans Memling, Ritratto d'uomo con una medaglia romana

Il giovane effigiato, dalla folta chioma castana, è mostrato di tre quarti voltato verso sinistra mentre nelle mani regge saldamente una grossa medaglia di Cosimo de' Medici detto "il Vecchio". Il vestito è tipico della borghesia fiorentina dell'epoca, con la preziosa tinta nera, una delle più costose, e una berretta rossa in testa. Gli occhi si voltano a fissare lo spettatore, con uno sguardo leggermente malinconico. Lo sfondo è un paesaggio fluviale tratteggiato a grandi linee, con un cielo che schiarisce verso l'orizzonte. 
Lightbown notò la somiglianza del doppio ritratto (dell'uomo e del personaggio nella medaglia) con un Ritratto d'uomo con una medaglia romana di Hans Memling nel Museo reale di belle arti di Anversa. Eseguito intorno al 1470, presenta notevoli somiglianze, ma come era già successo in altri casi, il richiamo ai modelli fiamminghi forse costituì per l'artista un semplice punto di partenza per poi tendere ad astrarre sempre più le figure dal loro contesto. 
Nella raffigurazione della medaglia si può notare una significativa sensibilità materica nel restituire la consistenza dello stucco consumato, usato come modello per la medaglia vera e propria. La medaglia fu realmente coniata tra il 1465 e il 1469 in occasione della nomina di Cosimo come "Pater Patriae" nel 1465, un anno dopo la sua morte (ne esiste un esemplare al Bargello). L'iscrizione recita, infatti, "MAGNUS COSMVS MEDICES PPP"  (in cui P sta per Primus Pater Patriae). Tale medaglia doveva aver avuto grande diffusione e fu ancora copiata in un manoscritto aristotelico redatto da Francesco di Antonio del Chierico per Piero di Lorenzo de' Medici.
Lo stile del ritratto è tipico della tradizione fiorentina dell'epoca, con un giusto equilibrio tra sinteticità e gratificazione celebrativa del protagonista, a cui si aggiunge una sottile tensione psicologica data dal contatto visivo diretto con lo spettatore. Lo sguardo è intenso e i lineamenti, fortemente personalizzati, sono addolciti dalla ricerca di una bellezza formale assoluta, che si lega con le teorie dell'Accademia neoplatonica che proprio in quegli anni cominciavano a diffondersi. Le mani nervose tengono con fermezza la medaglia, quasi a sottolineare un fiero attaccamento. Il ritratto è dominato dal linearismo formale del contorno, che non esita a sacrificare la resa esatta della terza dimensione, come si vede nel blocco scuro del busto, in cui le spalle appaiono incertamente proporzionate.

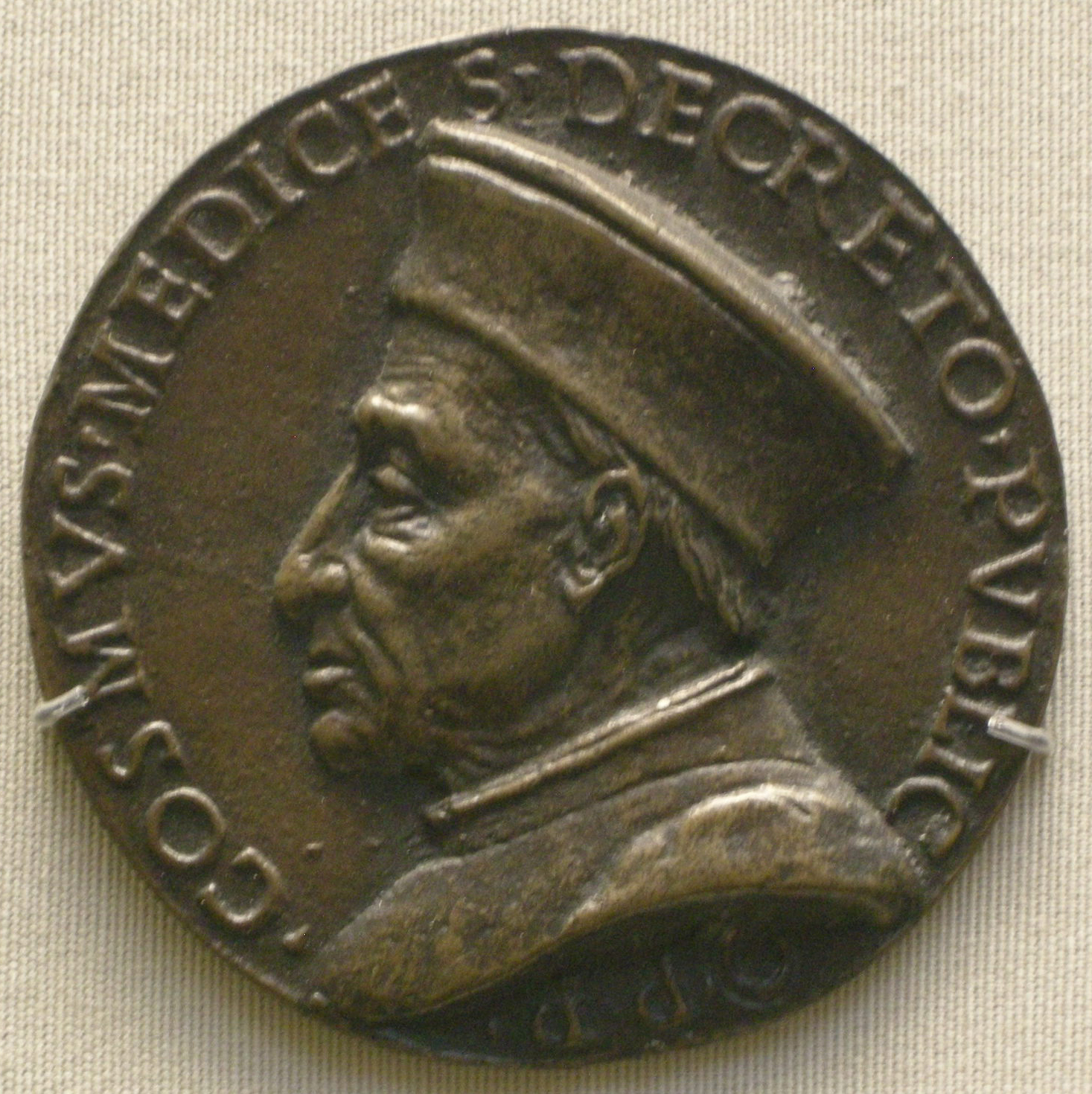
La medaglia di Cosimo il Vecchio, databile al 1465-1469 circa, Recto
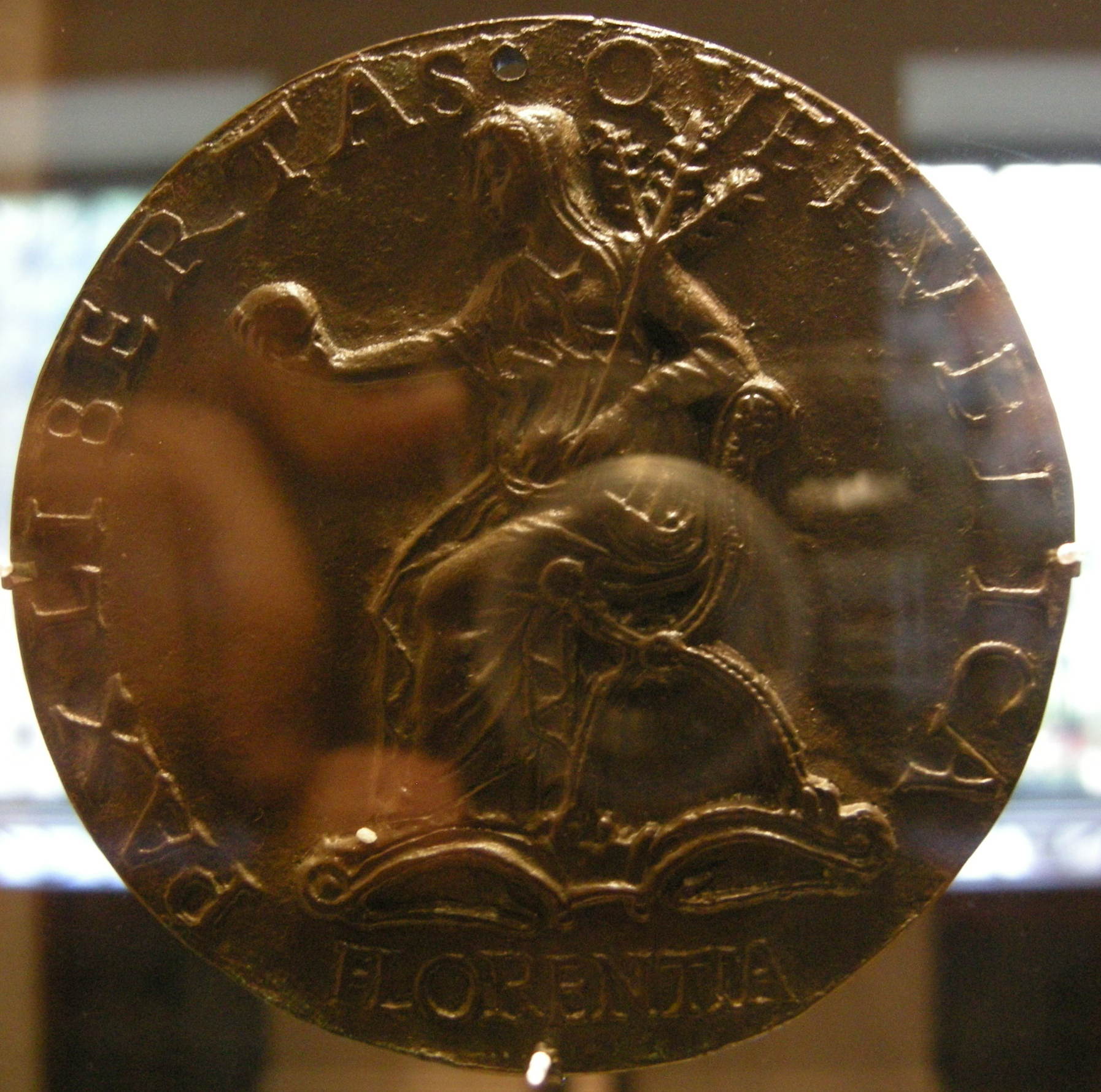
Verso